# Dookoła Mazowsza
La Dookoła Mazowsza, també coneguda com a Mazovia Tour és una cursa ciclista per etapes polonesa. Creada el 1951, forma part de l'UCI Europa Tour des del 2006.

## Palmarès

### Fins al 1999
| - 1951: Stanisław Zalewski - 1952: Jan Śpiewak - 1953: Andrzej Selma - 1954: Henryk Figiel - 1955: Jan Żelazny - 1956: Roman Sitarski - 1957: Wacław Wrzesiński - 1958: Stanisław Królak - 1959 (1): Adam Gęszka - 1959 (2): Henryk Kowalski - 1960: Kazimierz Bednarczyk - 1961: Witold Krawczyński - 1962: Józef Jochem - 1963: Franciszek Porwoł | - 1964: Henryk Woźniak - 1965: Jan Kudra - 1966: Henryk Woźniak - 1967: Henryk Woźniak - 1968: Andrzej Bławdzin - 1969: Zenon Czechowski - 1970: Zenon Czechowski - 1971: Zenon Czechowski - 1972: Zenon Czechowski - 1973: Tadeusz Smyrak - 1974: Juliusz Firkowski - 1975: Mieczysław Klimczyk - 1976: Marian Majkowski - 1977: Ryszard Szurkowski | - 1978: Ryszard Szurkowski - 1979: Roman Cieślak - 1980: Lechosław Michalak - 1983: Marek Leśniewski - 1984: Sławomir Krawczyk - 1985: Jan Leśniewski - 1986: Sławomir Krawczyk - 1987: Edward Kaczmarczyk - 1988: Zbigniew Piątek - 1989: Andrzej Sypytkowski - 1993: Dariusz Habel - 1997: Mariusz Bilewski - 1998: Tomasz Kłoczko - 1999: Wiktor Ułanowski |

### A partir del 2000
| Any  | Vencedor               | Segon             | Tercer               |
| ---- | ---------------------- | ----------------- | -------------------- |
| 2000 | Przemysław Mikołajczyk | Piotr Przydzial   | Tomasz Lisowicz      |
| 2001 | Kacper Sowiński        | Daniel Majewski   | Grzegorz Gronkiewicz |
| 2002 | Jacek Mickiewicz       | Marcin Gebka      | Tomasz Kloczko       |
| 2003 | Dariusz Rudnicki       | Robert Radosz     | Grzegorz Wajs        |
| 2004 | Adam Wadecki           | Piotr Zaradny     | Krzysztof Jezowski   |
| 2005 | Piotr Zaradny          | Robert Radosz     | Peter Mazur          |
| 2006 | Tomasz Kiendyś         | Marek Wesoły      | Daniel Czajkowski    |
| 2007 | Marek Wesoły           | Piotr Zaradny     | Dominik Roels        |
| 2008 | Marcin Sapa            | Aidis Kruopis     | Artur Detko          |
| 2009 | Łukasz Bodnar          | Robert Radosz     | Tomasz Kiendyś       |
| 2010 | Sebastian Forke        | Henning Bommel    | Rudiger Selig        |
| 2011 | Robert Radosz          | Rudiger Selig     | Krzysztof Jezowski   |
| 2012 | Mateusz Taciak         | Mateusz Nowak     | Nikolai Mikhàilov    |
| 2013 | Marcin Sapa            | Robert Radosz     | Łukasz Owsian        |
| 2014 | Jarosław Marycz        | Eryk Laton        | Maurits Lammertink   |
| 2015 | Grzegorz Stępniak      | Kersten Thiele    | Twan Brusselman      |
| 2016 | Matti Manninen         | Alan Banaszek     | Marco Mathis         |
| 2017 | Alois Kaňkovský        | Grzegorz Stępniak | Emīls Liepiņš        |
| 2018 | Szymon Sajnok          | Alois Kankovsky   | Grzegorz Stepniak    |
| 2019 | Stanisław Aniołkowski  | Grzegorz Stepniak | Frantisek Sisr       |
| 2020 | Michael Kukrle         | Daniel Turek      | Paweł Bernas         |
| 2021 | Eirik Lunder           | Tobias Nolde      | Petr Kelemen         |
| 2022 | Marceli Bogusławski    | Jasper Rasch      | Alan Banaszek        |
| 2023 | Oded Kogut             | Bartosz Rudyk     | Lars Rouffaer        |
| 2024 | Bartłomiej Proć        | Mads Andersen     | Bartosz Rudyk        |
| 2025 | Šimon Vaníček          | Radosław Frątczak | Tobias Nolde         |